# СОКО (фабрика)
СОКО је фабрика авиона смештена поред аеродрома у Мостару у Босни и Херцеговини. Наменски и организацијски је припадала Војној индустрији СФРЈ. Настала је пресељењем фабрике авиона Икарус, из Земуна, у периоду Информбироа.
На челу фабрици авиона Соко Мостар, био је директор пуковник ЈНА Дипл инжењер Иван Серт, који је дао посебан печат развоју фабрике, а касније су наставили Дипл инжењер Миљенко Пјешчић и Дипл инжењер Томислав мр Мирић. 
Серијски је производила више типова авиона, које је пројектовао Ваздухопловнотехнички институт у Жаркову. Прототипски развој, тих авиона, се реализовао у њиховој непосредној сарадњи. Хеликоптере је производила по лиценцној документацији.
Свој највећи ниво је Соко доживео у Социјалистичкој Федеративној Републици Југославији, на серијској производњи авиона Ј-22 Орао, Г-4 Супер Галеба и у припремним инвестицијама за програм Новог авиона.

## Произведени авиони
После направљене инфраструктуре и пресељења опреме и кадрова из Земуна, фабрика авиона Соко је реализовала програм уходавања рада на ваздухопловним технологијама, на ремонту борбених авиона америчког порекла, F-84G Тандерџет (енгл. Thunderjet). Прва серијска производња им је била Авион 522, а последња, пред распад СФРЈ, је била Г-4 Супер Галеб
Авиони који су произведени у Соколу су:
- 522
- С-55-5 Мк. 5
- Г-2 Галеб (Н-60)
  - Г-2A
- Г-3 Галеб
- Ј-21 Јастреб
  - J-1 (J-21)
  - РЈ-1 (ИЈ-21)
  - ТЈ-1 (НЈ-21) Јастреб
- Ј-20 Крагуј
- МиГ-17, модификација крила и подвешавање скупног лансера ракета ваздух-земља, за Ратно ваздухопловство Сирије
- Ј-22 Орао
  - Орао Извиђач-једносед (предсеријски) (ИЈ-22)
  - Орао Извиђач-двосед (предсеријски) (ИНЈ-22)
  - Ј-22 Орао (серијски једносед) (Ј-22)
  - НЈ-22 Орао (серијски двосед) (НЈ-22)
- Г-4 Супер Галеб (Н-62)
  - Г-4M Супер Галеб

## Летелице произвођене по лиценци
СОКО је по лиценци производио хеликоптере фирми Westland и Aérospatiale, а такође је учествовао у пројекту Advanced Amphibious Aircraft (напредна амфибијска летелица).

## Производња делова за стране авионе
Фабрика авиона Соко је потврдила ниво произвођача средње развијених земаља добијањем сертификата за квалитет, по светским критеријумима и ваздухопловним прописима највећих ваздухопловних светских фирми:
- и

За њихове програме је реализована значајна производња делова.

## Освојене технологије
Соко је у периоду од авиона 522 до авиона Орао радио с класичним технологијама металних структура од дуралног лима, закивањем. На програму Орао се прешло на интегралне структуре, фрезовањем из целина. За ту технологију се Соко опремио, у то доба, на нивоу фирми средње развијених земаља. Купљен је велики број машина, разноврсних могућности, за фрезовање с нумеричким управљањем. Кроз хеликоптерске програме су освојене технологије првих генерација композита и саћастих структура. Ушло се у развој напредних композита с угљеничним влакнима и међусобно спајање тих делова полимеризацијом. Отпочео је амбициозни план технолошке припреме за програм Новог авиона, у области композита, суперпластичног обликовања, обраде титана итд. Соко се опремио и савладао методологију испитивања авионских система на земљи.